# 宇宙的琴弦
《宇宙的琴弦》（The Elegant Universe）是布莱恩·格林于1999年出版的一本书，副标题为《超弦、隐藏维度与终极理论探索》（Superstrings, Hidden Dimensions, and the Quest for the Ultimate Theory）。它介绍了弦理论和超弦理论，并对该理论及其缺点提供了全面但非技术性的评估。2000年，它获得了英国皇家学会科学图书奖，并入围普利策非小说奖。2003年发布了新版本，并添加了新的序。

## 内容
该书在开始简要论述了经典物理学，并将重点放在了物理学中重大的冲突上。由此，格林为弦理论建立了历史背景，并作为整合粒子物理学标准模型的概率世界和宏观世界确定性的经典力学的必要手段。格林讨论了现代物理学所面临的基本问题：阿尔伯特·爱因斯坦的广义相对论与量子力学的统一。格林认为弦理论是调和这两种矛盾方法的解决之道。格林经常使用类比和思想实验为外行提供一种手段，使外行也能走进这个有可能创造物理学统一理论的理论。

## 改编
《宇宙的琴弦》被改编为一部三个小时的同名科普节目，分为三个部分，于2003年底在PBS系列片《新星》中播出，并荣获艾美奖。
- 爱因斯坦的梦想（Einstein's Dream）
- 弦的事情（String's The Thing）
- 欢迎来到第11维（Welcome To The 11th Dimension）

《宇宙的琴弦》还被编舞家卡罗尔·阿米蒂奇在纽约市以“阿米蒂奇去！”舞蹈（Armitage Gone! Dance）进行了诠释。该表演是首届世界科学节的一部分。

## 扩展阅读
- 布莱恩·格林.  [宇宙的琴弦：超弦、隐藏维度与终极理论探索]. Vintage Series[复古系列]. 兰登书屋. 2000-02  [2020-06-09]. ISBN 0-375-70811-1. （原始内容存档于2009-07-05） （英语）.
- 布莱恩·格林. . 第一推动丛书. 湖南科学技术出版社. 2003-05. ISBN 7-5357-3270-4.